# Sherwood
Sherwood es una banda de rock alternativo de California.

## Biografía
En 2002 llegó la banda llamada A Long Story Short. La banda estaba formada por Nate Henry, Koch Dan Armstrong y Chris. Algún tiempo después se unió a Joe Greenetz y Mike Leibovich sustituye Armstrong, quien estaba tocando con otra banda.
En 2003, surgieron problemas en relación con el nombre del grupo, porque ya existía una banda con ese  nombre. Esto obligó a la banda a cambiar el nombre. Eligieron el nombre de Sherwood, en el bosque de Sherwood, el bosque donde el legendario Robin Hood habría vivido.
La banda grabó dos EP y comenzó a viajar. Poco a poco el grupo ganó prominencia. Su primer LP, fue un éxito. Mientras tanto, hubo un cambio de guitarrista y la banda terminó con el guitarrista Gabe Dutton en 2006.   en octubre de ese año habían  30,000 descargas.
La banda firmó en 2007 un acuerdo con MySpace Records  y trabajó en un nuevo álbum, A Different Light, el cual fue lanzado el mismo año.

## Discografía

### Álbum
- 2005: Sing, But Keep Going
- 2007: A Different Light U.S. Heatseekers #11, U.S. Independent Albums #30[2]
- 2009: QU U.S. Billboard 200 debuted at #91, U.S. Independent Albums #9[3]

### EP
- 2002: A Long Story Short EP
- 2003: These Ruins EP
- 2004: Sherwood EP
- 2006: Summer EP
- 2009: Not Gonna Love EP